# The Sinner Rides Again
The Sinner Rides Again è il secondo album in studio del gruppo musicale heavy metal KK's Priest, pubblicato il 29 settembre del 2023 dalla Napalm Records tramite la Hellfire Thunderbolt dello stesso leader del gruppo ed ex-chitarrista dei Judas Priest: K. K. Downing.

## Il disco
In occasione della presentazione del videoclip per il primo singolo, One More Shot at Glory, il 30 giugno del 2023 sono stati svelati i dettagli riguardanti il successore di Sermons of the Sinner. Questo sarà seguito da: Reap the Whirlwind, Strike of the Viper, Hymn 66.

## Tracce
1. Sons of the Sentinel – 4:12
2. Strike of the Viper – 2:25
3. Reap the Whirlwind – 3:34
4. One More Shot at Glory – 4:28
5. Hymn 66 – 4:36
6. The Sinner Rides Again – 4:41
7. Keeper of the Graves – 5:41
8. Pledge Your Souls – 4:28
9. Wash Away Your Sins – 6:29

## Formazione
- Tim "Ripper" Owens - voce
- K.K. Downing – chitarra
- A.J. Mills – chitarra
- Tony Newton  - basso
- Sean Elg - batteria